# São José do Rio Claro
São José do Rio Claro este un oraș în Mato Grosso (MT), Brazilia.